# Ipomoea delpierrei
Ipomoea delpierrei är en vindeväxtart som beskrevs av De Wild. Ipomoea delpierrei ingår i släktet praktvindor, och familjen vindeväxter. Inga underarter finns listade i Catalogue of Life.